# Czaple (powiat kartuski)
Czaple (kaszub. Czaple) – wieś kaszubska w Polsce położona w województwie pomorskim, w powiecie kartuskim, w gminie Żukowo przy zachodniej granicy miasta Gdańsk. Od 15 grudnia 2017 roku wieś funkcjonuje jako samodzielne sołectwo, wcześniej należała do sołectwa Leźno. Pierwszego wyboru sołtysa dokonano 9 stycznia 2018 roku. Została nim Katarzyna Cichowicz. Obecnie, od 28 czerwca 2024 roku sołtysem jest Monika Stefańska.

## Transport zbiorowy
Jedynym autobusem (nie wliczając autobusów szkolnych) wjeżdżającym na teren sołectwa jest autobus linii 268 ZTM Gdańsk, który do Czapel zaczął jeździć 12 września 2022 roku i zatrzymuje się na pętli zlokalizowanej na granicy sołectwa z Gdańskiem. Przystanek nosi nazwę Czaple Bysewo. Do dyspozycji mieszkańcy wsi mają również autobus P.A. Gryf przejeżdżający przez sąsiednie sołectwo Leźno linii 801, zatrzymującej się na przystanku Leźno, Czaple znajdującego się ok. 1 kilometr od granicy sołectw.

## Historia
Wieś królewska w powiecie gdańskim województwa pomorskiego w II połowie XVI wieku.  W latach 1975–1998 miejscowość administracyjnie należała do województwa gdańskiego.

## Przypisy

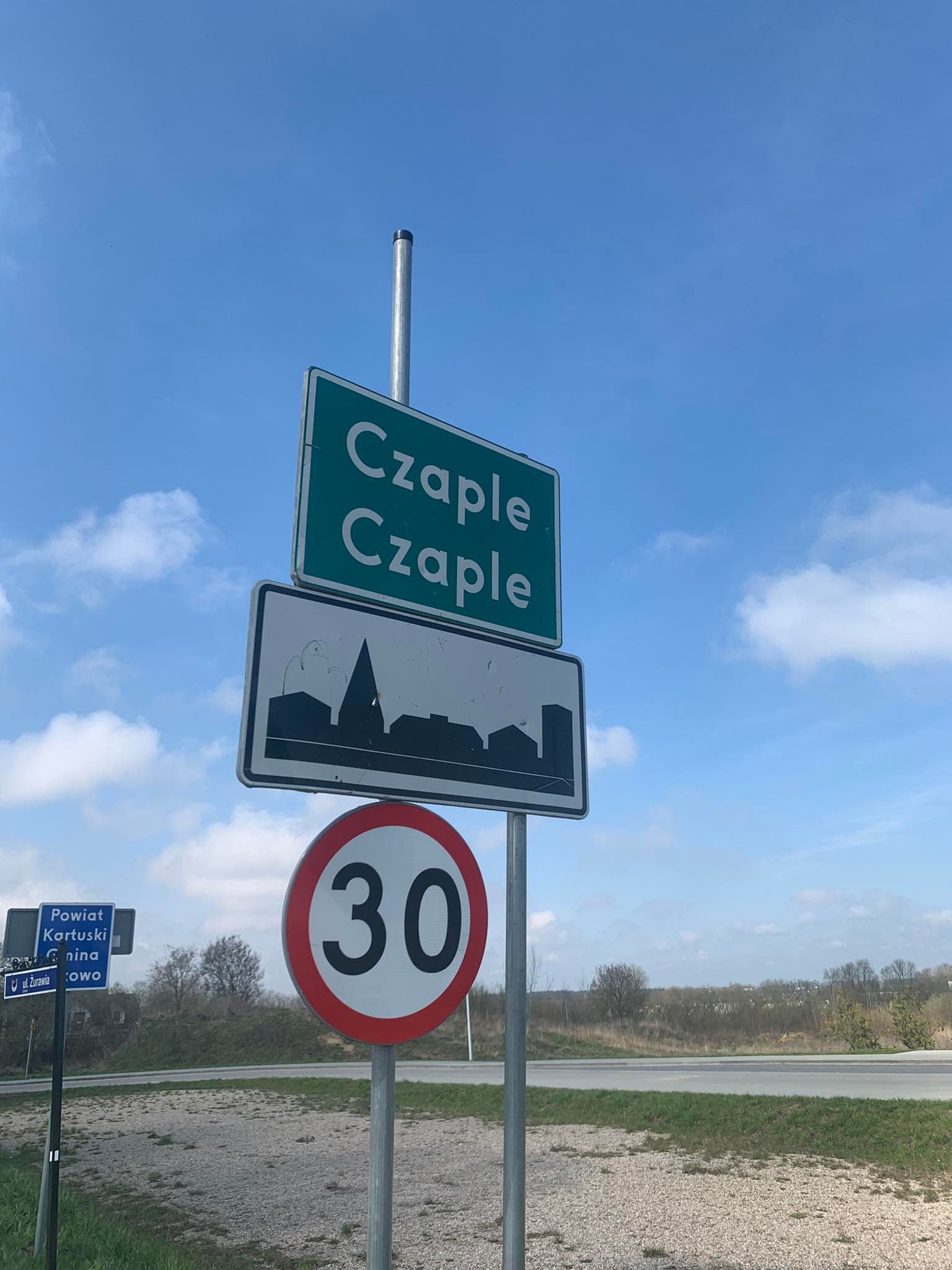
Znak znajdujący się na wjeździe do wsi od strony Gdańska
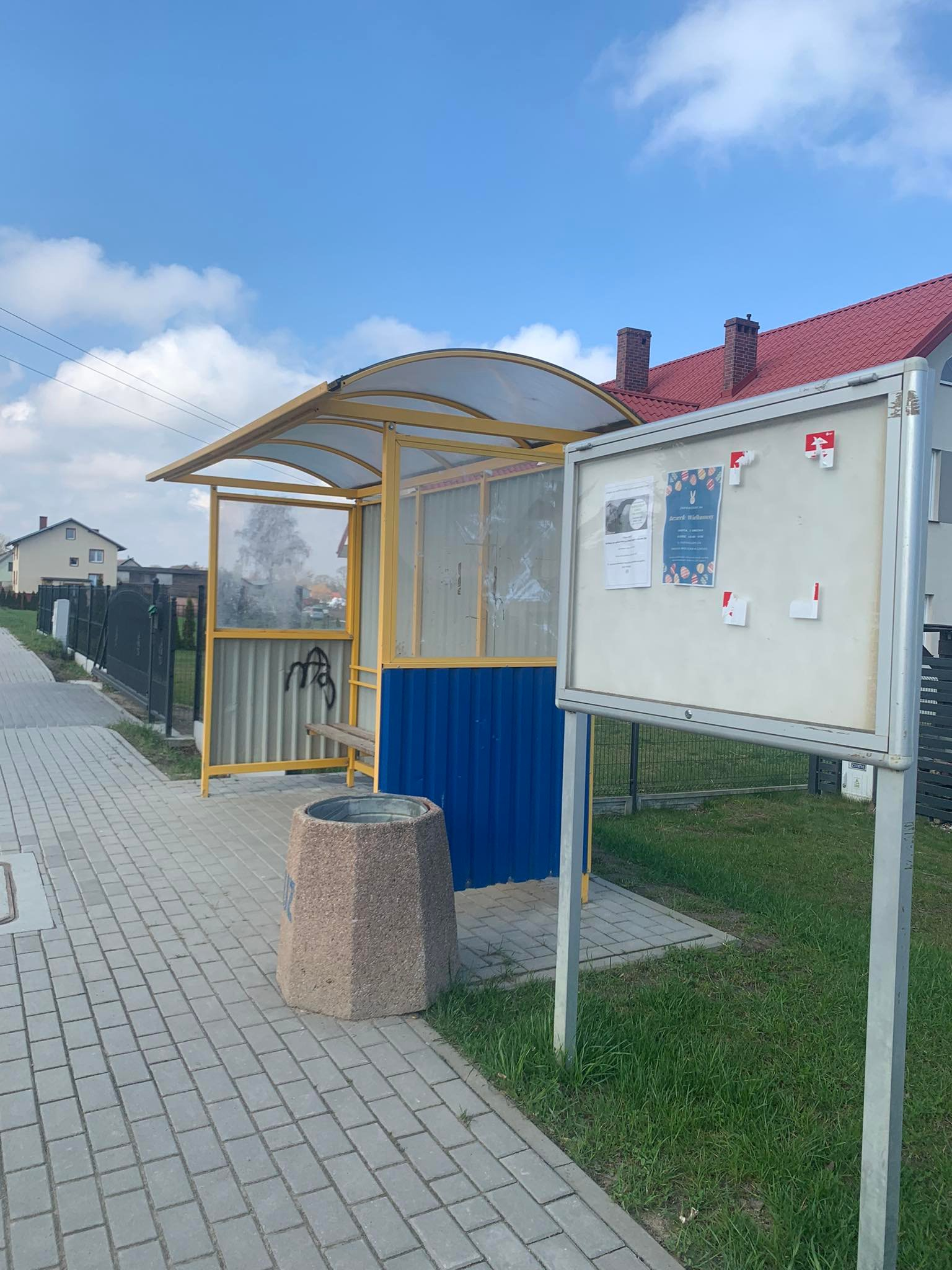
wiata autobusowa w Czaplach
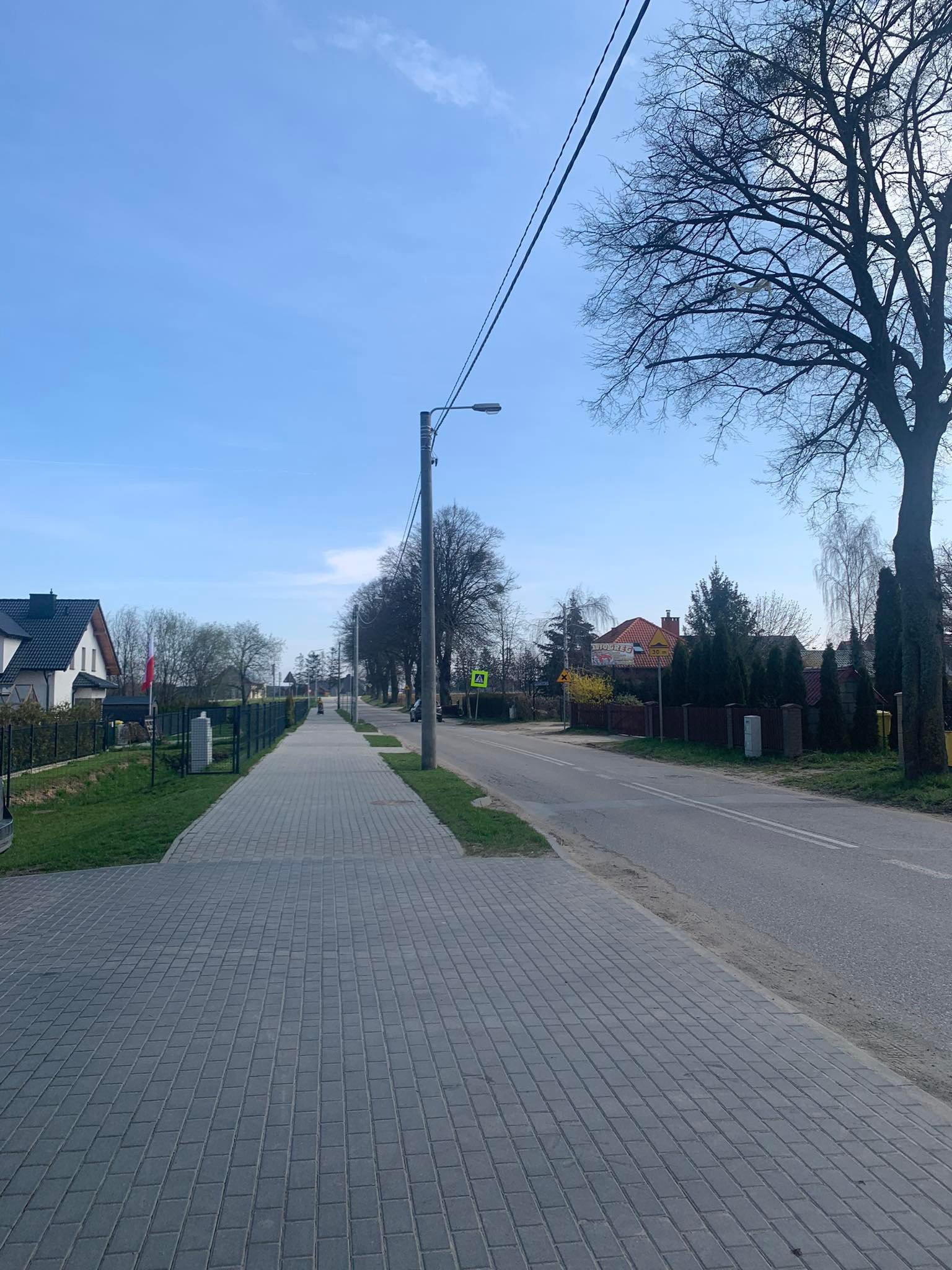
ulica Żurawia w Czaplach
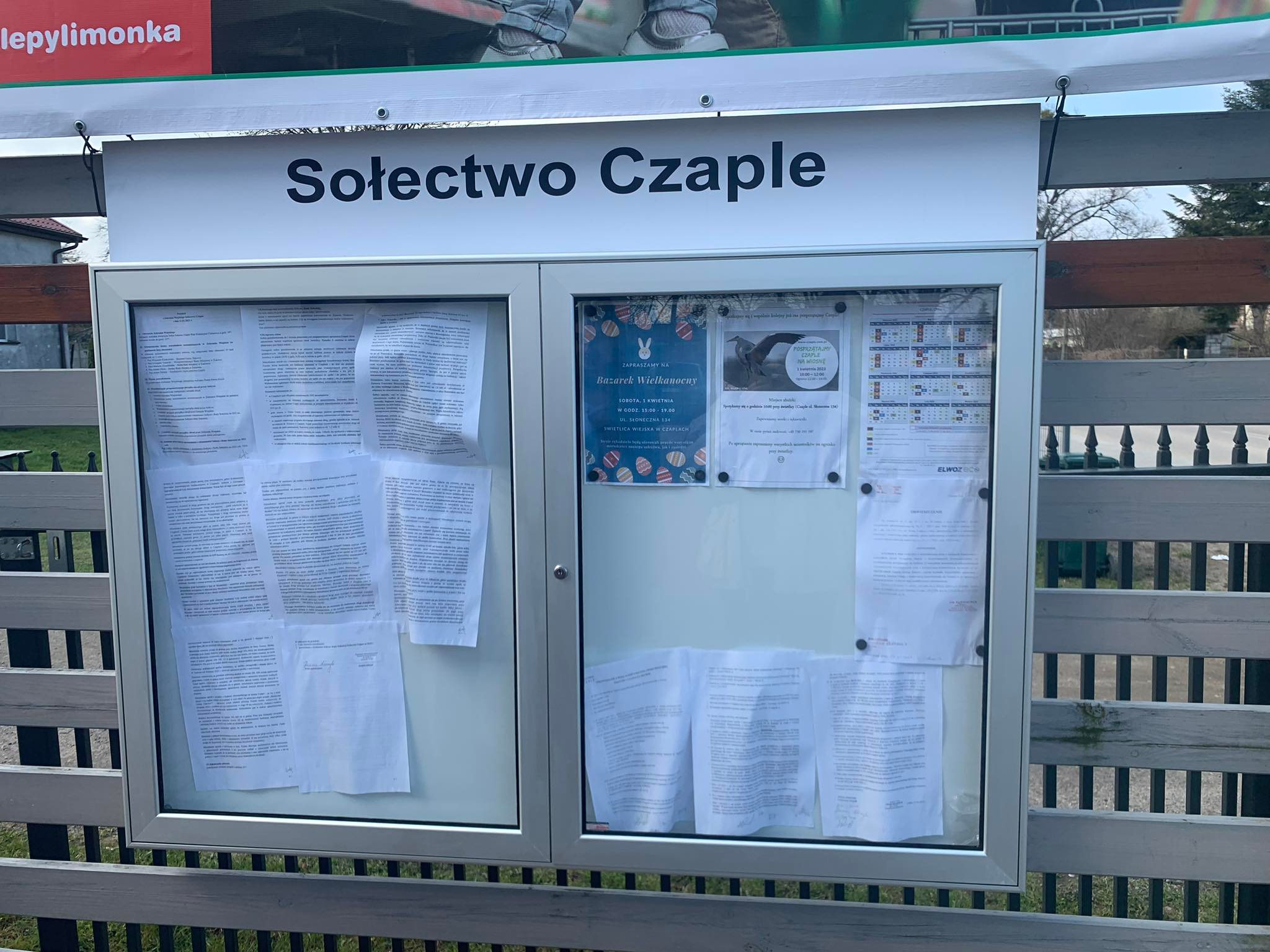
tablica sołecka
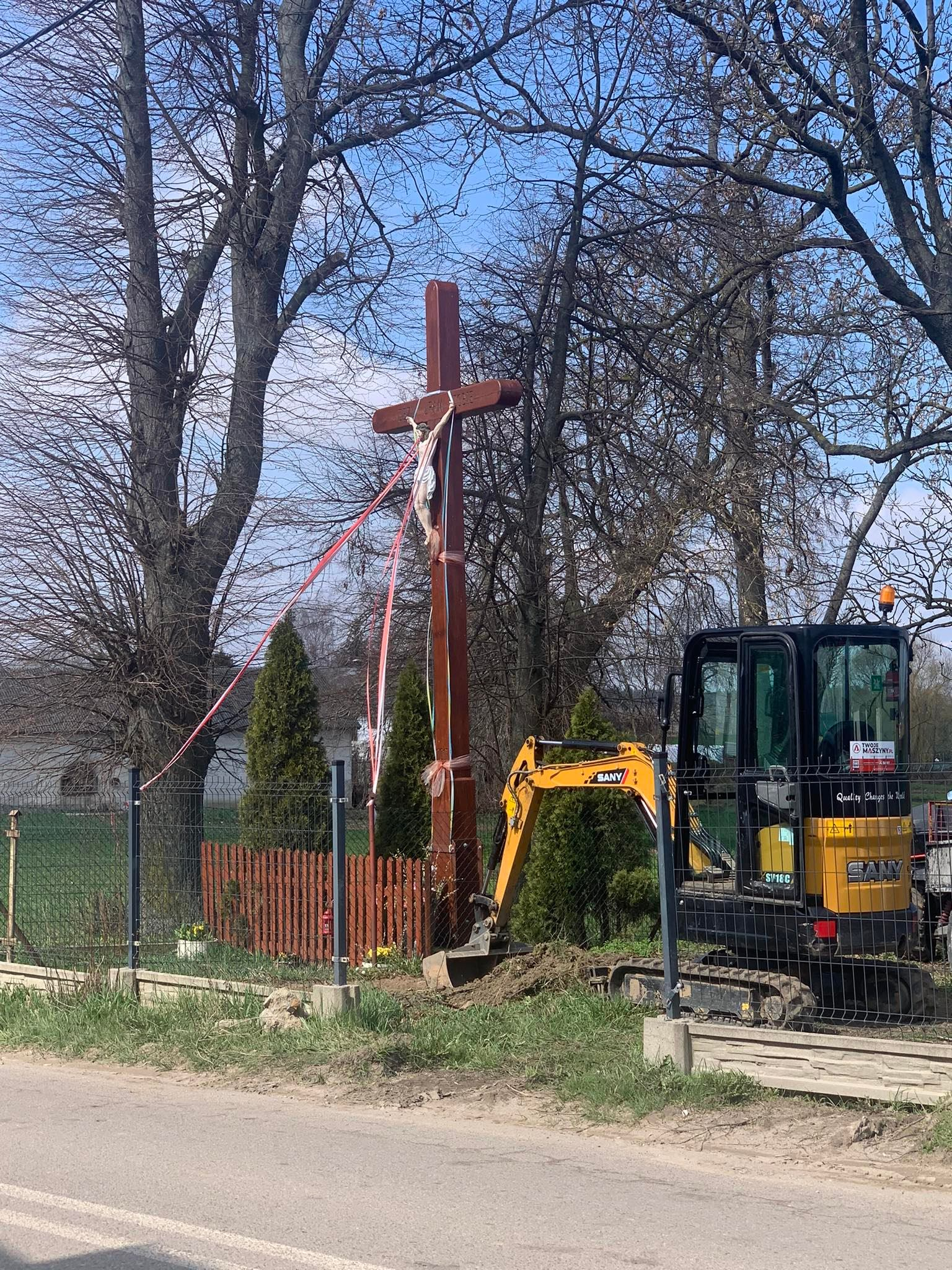
krzyż przydrożny
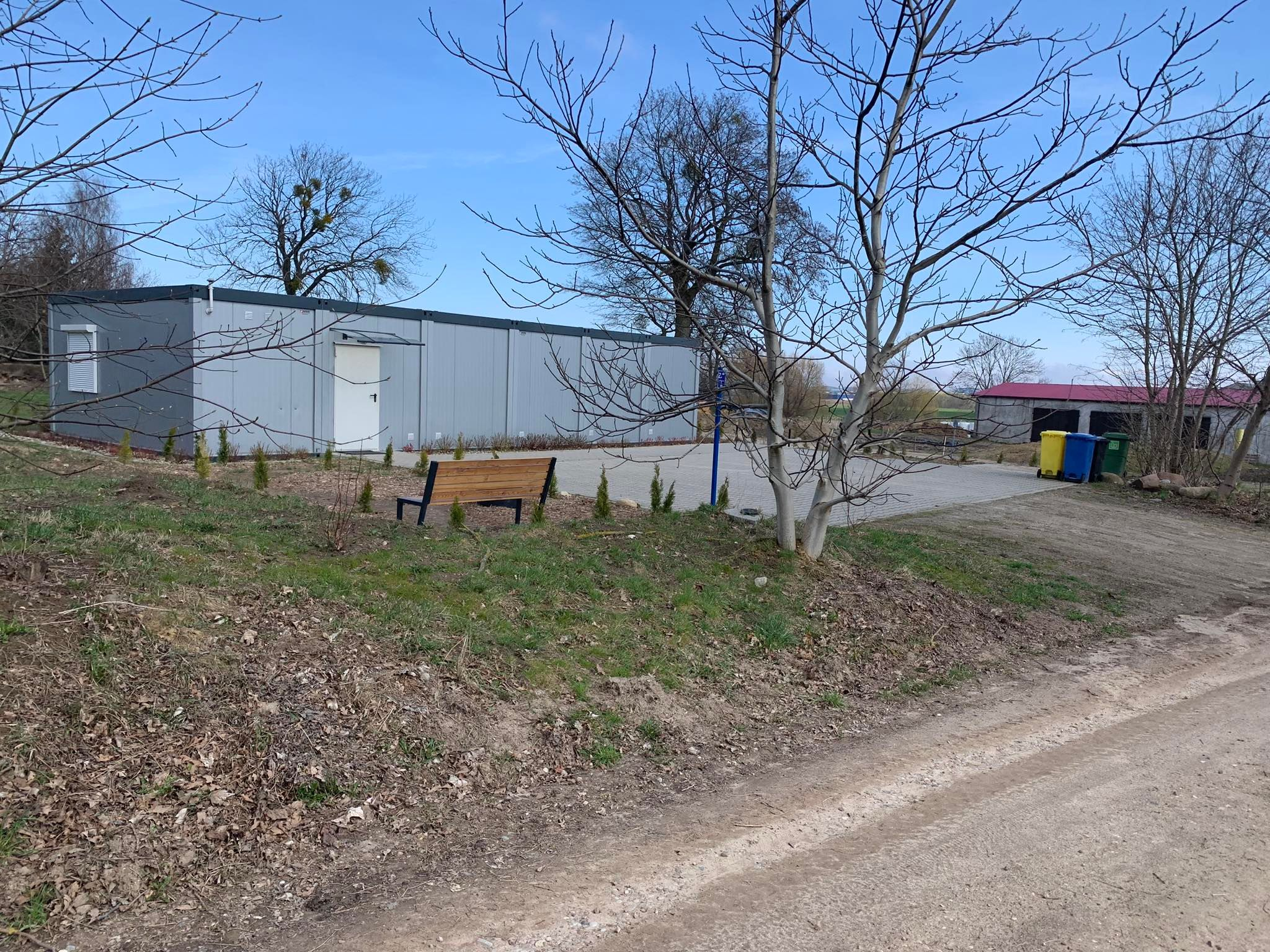
świetlica sołecka w Czaplach